# راينر شالر
راينر شالر (بالألمانية: Rainer Schaller)‏ (4 يناير 1969 - 21 أكتوبر 2022)، هو رائد أعمال وتاجر ألماني، ولد في 4 يناير 1969 في بامبرغ في ألمانيا.
توفي في حادث تحطم طائرته الخاصة في كوستاريكا.